# Amomum anomalum
Amomum anomalum är en enhjärtbladig växtart som beskrevs av R.W.Sm. Amomum anomalum ingår i släktet Amomum och familjen Zingiberaceae. Inga underarter finns listade i Catalogue of Life.